# Jochen Schroeder
Jochen Schroeder (* 8. Februar 1954 in Bochum) ist ein deutscher Schauspieler, Sänger und Intendant.

## Leben
Jochen Schroeder arbeitete nach einer kaufmännischen Lehre als Metzgergehilfe, Schlafwagenschaffner und Lkw-Fahrer. Seit 1974 ist er Schauspieler. Eine seiner ersten Rollen hatte er in dem Fernsehfilm Zündschnüre von Reinhard Hauff. Bekannt wurde er als Zivildienstleistender „Mischa“ in der ZDF-Fernsehserie Die Schwarzwaldklinik (1985 bis 1989).
In seiner über 30-jährigen Karriere wirkte er in vielen Filmen und Fernsehstücken mit, unter anderem in Die große Flatter, MS Franziska, PS – Die Feuerreiter und Die Wicherts von nebenan.
Im Jahr 1983 erschien sein Album Jochen Schroeder, auf dem er Deutschrock singt.
Später gründete und leitete er das Boulevardtheater Comödie mit drei Standorten in Bochum, Duisburg und Wuppertal, von denen die beiden letztgenannten im Jahr 2008 aufgrund von Insolvenz ihren Spielbetrieb einstellen mussten. Im Frühjahr 2010 schloss er auch die Bühne in Bochum,  und betrieb  ein Tourneetheater. 2022 beendete er seine Karriere.

## Werk

### Filmografie (Auswahl)
- 1974: Zündschnüre
- 1978: Die Straße (Fernsehserie, 7 Folgen)
- 1978: MS Franziska (Fernsehserie, 7 Folgen)
- 1979: PS – Geschichten ums Auto: Feuerreiter (4 Teile)
- 1979: Die große Flatter
- 1979: St. Pauli-Landungsbrücken (Fernsehserie, Folge 1x29)
- 1980: Das Traumhaus
- 1981: Tatort – Beweisaufnahme
- 1981: Dabbel Trabbel
- 1981: Der Fuchs von Övelgönne; Folge: Der plötzliche Reichtum
- 1982: Christian und Christiane (Fernsehserie, 14 Folgen)
- 1982: Wer spinnt denn da, Herr Doktor?
- 1984: Das Traumschiff – Rio
- 1984: Schakaladu
- 1985: Ich, Christian Hahn (13-teilige, deutsch-schweizerische Fernsehserie)
- 1985–1989: Die Schwarzwaldklinik (Fernsehserie, 53 Folgen)
- 1986: Detektivbüro Roth (Fernsehserie, Folge 1x05)
- 1986–1989: Die Wicherts von nebenan (Fernsehserie, 30 Folgen)
- 1987: Praxis Bülowbogen (Fernsehserie, Folge 1x11)
- 1988: Ein Schweizer namens Nötzli
- 1989: Ein Heim für Tiere (Fernsehserie, Folge 4x01)
- 1993: Glückliche Reise – Fidschi-Inseln (Fernsehreihe)
- 1993: SOKO 5113 (Fernsehserie, Folge 11x02)
- 1994: Hallo, Onkel Doc! (Fernsehserie, Folge 1x02)
- 1995: Das ist dein Ende
- 1995: Schwarz greift ein (Fernsehserie, Folge 2x09)
- 1996: Gegen den Wind (Fernsehserie, Folge 2x03)
- 1996: Sünde einer Nacht
- 1996: Für alle Fälle Stefanie (Fernsehserie, Folge 2x04)
- 1997: Frauenarzt Dr. Markus Merthin (Fernsehserie, 4 Folgen)
- 1997: Felix – Ein Freund fürs Leben (Fernsehserie, 14 Folgen)
- 1997: Liebling Kreuzberg (Fernsehreihe, 3 Teile)
- 1997: Küstenwache (Fernsehserie, Pilotfolge)
- 1999: Gute Aussichten
- 2000: Die Pfefferkörner (Fernsehserie, Folge 1x10)
- 2002: Der kleine Mönch (Fernsehserie, Folge 1x02)
- 2002: Alphateam – Die Lebensretter im OP (Fernsehserie, Folge 7x25)
- 2005: Die Schwarzwaldklinik – Die nächste Generation
- 2005: Die Schwarzwaldklinik – Neue Zeiten
- 2009: SOKO Köln (Fernsehserie, Folge 6x13)
- 2010: London, Liebe, Taubenschlag (Zweiteiler)
- 2011–2012: Ein Fall für die Anrheiner (Fernsehserie)
- 2015: Lerchenberg (Fernsehserie, Folge 2x03)

### Hörspiele (Auszug)
- 2002: Leon Lenbach in Hurenkind von Christine Grän